# Black start

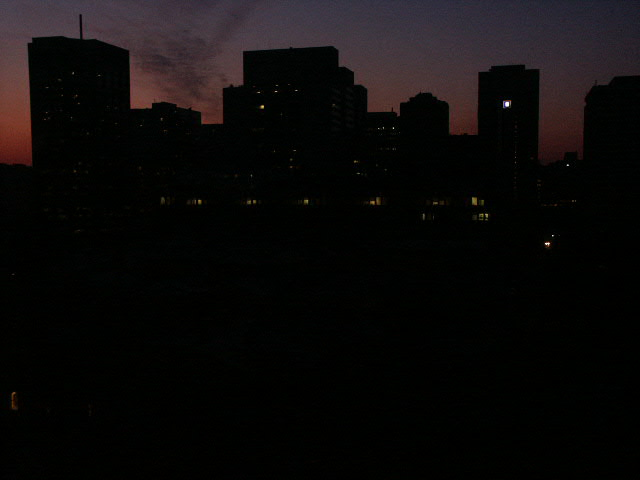
Toronto tijdens de grote elektriciteitsstoring in Noord-Amerika op 14 augustus 2003, waarbij een black start van de elektriciteitsnetwerken nodig was.

Een black start is de procedure om een elektriciteitscentrale op te starten als het gehele elektriciteitsnet is uitgevallen (black-out). Gedurende de black start wordt de elektriciteit die nodig is voor het opstarten, door de centrale zelf opgewekt en is er geen elektriciteit van buitenaf nodig.

## Black-out
De black-startfaciliteit is nodig om het elektriciteitsnet weer onder spanning te brengen na een algehele stroomuitval. Alle elektriciteitscentrales zullen hierna opnieuw moeten worden gestart. Deze centrales starten normaal gesproken met behulp van elektriciteit en spanning van het net zelf. Een black-startfaciliteit maakt het mogelijk dat de centrales kunnen starten zonder dat het net onder spanning staat.
De black-startfaciliteit bestaat uit een dieselnoodstroomaggregaat en een gasturbinegenerator. Het dieselnoodstroomaggregaat wordt bij een black start als eerste gestart. Dit aggregaat start een gasturbinegenerator, en deze zet het eigen net op spanning. Hierna wordt de eigen centrale gestart. Deze centrale zal zich gaan synchoniseren op het net, en zo kunnen er andere eenheden gestart worden. Met behulp van deze centrales wordt vervolgens een groter deel van het net onder spanning gebracht, worden de andere productie-eenheden gestart en zullen elektriciteitsafnemers worden bijgeschakeld. Op deze wijze wordt vervolgens het gehele elektriciteitsnet weer van elektriciteit voorzien.

## Leveringszekerheid
Zo’n black-outsituatie is zeer onwaarschijnlijk, omdat moderne elektriciteitsnetwerken redundant zijn uitgevoerd en meestal in goede staat verkeren.

## Black-startcentrales
In Nederland staan vier black-startcentrales: de Magnumcentrale in de Eemshaven, de Enecogen-centrale in de Europoort, de Lage Weide-centrale in Utrecht en de Centrale Bergum in Bergum. In België houdt netbeheerder Elia toezicht op de black-startcentrales, die contractueel ook zijn vastgelegd. In België heeft de NEMO kabel (DC verbinding met Groot-Brittannië) een Blackstart voorziening.

## Startprocedure
Ingeval er in Europa een black-out is, zal het complete stroomnet in Europa losgekoppeld worden. Elk land is dan zelf verantwoordelijk voor het herstarten van het stroomnet. In Nederland is de netverantwoordelijke TenneT, in België Elia. Daar ligt ook een protocol klaar met betrekking tot wie er het eerst mag starten en wie er dan bijschakelen. Hierna zal Nederland deel voor deel weer van stroom worden voorzien. Daarbij hebben bijvoorbeeld ziekenhuizen en overheidsinstellingen voorrang.